# Mockingbird (Barbara Morse-Barton)
Mockingbird (Barbara "Bobbi" Morse-Barton) is een fictieve superheldin uit het Marvel Universum.
Haar eerste optreden was in Astonishing Tales #6 (juni 1971).

## Biografie
Barbara "Bobbi" Morse volgde haar opleiding aan het Georgia Institute of Technology en specialiseerde zich in biochemie. Waar ze voor haar studie ingedeeld was in Project: Gladiator onder leiding van Dr Wilma Calvin.
Ze was ook Agent 19 van SHIELD. Als agent van SHIELD reisde ze af naar het Savage Land om Dr. Paul Allen te ontmaskeren als een agent van A.I.M.. Als Huntress spoorde ze voor Nick Fury corrupte SHIELD agenten op waaronder Carl Delandan.
Morse was een freelance agent toen ze Hawkeye ontmoette, Hawkeye was op dat moment hoofd beveiliging bij Cross Technological Enterprises. Samen kwamen ze in conflict met Crossfire (William Cross) en de twee kregen een relatie. Kort Daarna keerde Hawkeye terug bij de Avengers. De toenmalige voorzitter van de Avengers, de Vision wilde een tweede team oprichten aan de westkust van de VS en wilde Hawkeye daar als de leider van de Avengers West coast. Hawkeye maakte Bobbi lid van het team.
Samen met de Avengers West Coast vocht Bobbi tegen diverse superschurken. Het moeilijkste gevecht voor Bobbi was tegen de Phantom Rider (Lincoln Slade). Uiteindelijk liet ze Slade van een klif vallen en deze overleed. Ook trainde ze samen met Hawkeye de Great Lakes Avengers een onofficieel Avengers team in het midwesten van de VS.
Later namen de Avengers West Coast het op tegen Ultron. Ultron gebruikte Bobbi's hersenpatronen voor zijn creatie Alkhema.
Later werd Bobbi ontvoerd door Satannish. De Avengers West Coast bevochten de krachten van Satanish en Mephisto. Dit gevecht leek de dood van Bobbi te zijn. Tijdens Secret Invasion bleek dat niet Bobbi maar een Skrull haar plaats had ingenomen. De echte, en dus nog levende, Bobbi keerde terug bij de New Avengers. Het team waar Clint Barton ook in zat als Ronin.
Recent richtte Bobbi de World Counterterrorism Agency op.

## Krachten en Vaardigheden
- Bobbi heeft geen bovenmenselijke krachten.

Vaardigheden:
- Bobbi een zeer bedreven en getalenteerd in de biochemie.
- Bobbi is ook een bijzonder goed acrobaat en bedreven in diverse vechtsporten als kungfu en taekwondo. Bovendien heeft ze een SHIELD training gehad.
- Bobbi is ook een zeer goed opgeleid spion en spreekt vloeiend Spaans.

Uitrusting en Wapens:
- De lenzen in haar bril zijn ook voorzien van nachtzicht.
- Verder gebruikt ze gevechtsstokken die ze in haar mouwen verbergt.
- Als transport gebruikt ze vaak de Quinjet van de Avengers en een soort Sky-Cycle.

## In andere media

### Marvel Cinematic Universe
Sinds 2015 verschijnt het personage Laura Barton in het Marvel Cinematic Universe, gespeeld door Linda Cardellini. Dit personage is gebaseerd op Barbara Morse-Barton. Laura Barton is de vrouw van Clint Barton, en een oud S.H.I.E.L.D.-agent (Agent 19). Laura Barton verscheen in de volgende films en serie:
- Avengers: Age of Ultron (2015)
- Avengers: Endgame (2019)
- Hawkeye (2021) (Disney+)

Mockingbird, onder haar echte naam "Bobbi Morse", speelt mee in het tweede seizoen van de tv-serie Agents of S.H.I.E.L.D., waarin ze wordt vertolkt door Adrianne Palicki. Ze maakt haar debuut in de aflevering "A Hen in the Wolf House", waarin ze aanvankelijk hoofd is van de beveiliging van een laboratorium van HYDRA, maar later onthuld dat ze eigenlijk een infiltrant is die werkt voor Phil Coulson.

### Televisieseries
- Mockingbird heeft een rol in de animatieserie The Avengers: Earth's Mightiest Heroes, waarin haar stem wordt ingesproken door Elizabeth Daily. In deze serie is ze eveneens een agente voor S.H.I.E.L.D., die nauwe banden heeft met Hawkeye en Black Widow.

### Videospellen
- Mockingbird verschijnt in het videospel Avengers Initiative, waarin haar stem wordt ingesproken door Kari Wuhrer.
- Mockingbird verschijnt in het videospel Marvel Avengers Academy.

## Links en referenties
- Mockingbird op MDP

## Overige Mockingbird's
- Mockingbird (Skrull) - Een Skrull gedood door Mephisto
- Mockingbird (Retro Skrull) - Een Skrull tijdens Secret Invasion